# Femke Markus
Femke Markus (født 17. november 1996) er en hollandsk professionel cykelrytter, som i øjeblikket kører for UCI Women's Continental Team VolkerWessels Women Cyclingteam.